# Santa Gertrudis
La Santa Gertrudis est une race bovine américaine spécialisée dans la production de viande originaire du Texas.

## Historique
C'est une race née dans les années 1910 du croisement de zébus de race Brahmane et de bovins Shorthorn dans le ranch "King". En 1920, un veau nommé "Monkey" regroupe toutes les caractéristiques recherchées dans les croisements. En 1923, il devient reproducteur, communicant à sa descendance ses remarquables qualités. 
En 1940, elle est reconnue officiellement en tant que race bovine. 
Le patrimoine génétique de cette race est d'environ 5/8 Shorthorn et 3/8 Brahman. Le nom de Santa Gertrudis, d'origine espagnole, est celui de la terre située près de Kingsville dans le sud du Texas où était établi le King Ranch (3 560 km²).

## Caractéristiques

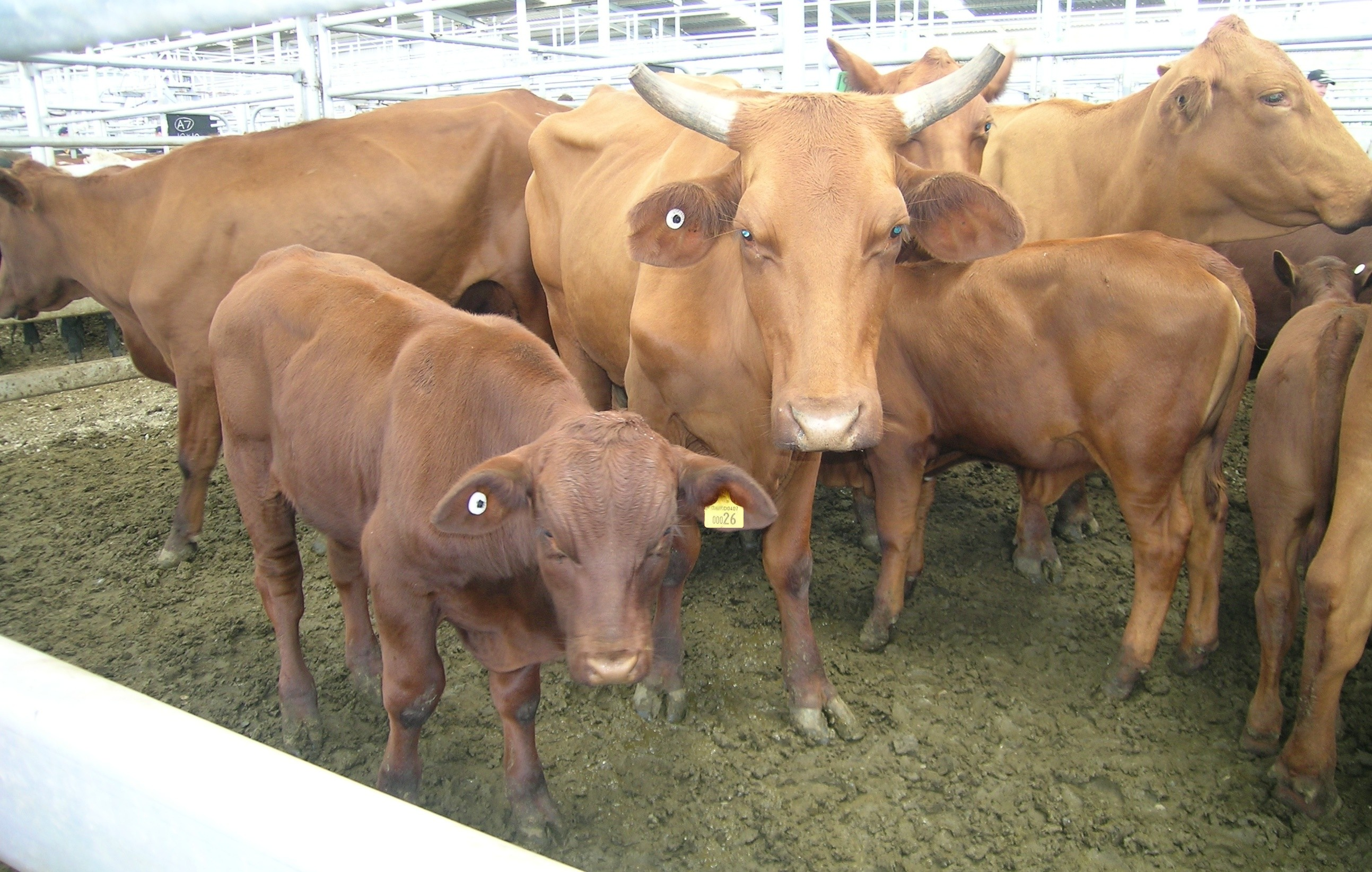

Les femelles ont un poids moyen de 725 kg, et les mâles de 900 kg. Leur robe est uniformément rouge sombre. Les cornes sont courtes et solides.

## Aptitudes
C'est une race de grande longévité. Les animaux ont une conformation très massive, bien adaptée à la production de viande. Ils sont résistants aux fortes chaleurs, aux intempéries et aux parasites, et s'élèvent bien au pâturage en plein air. Les femelles ont de bonnes qualités maternelles. Le vêlage est facile grâce à la taille relativement petite des veaux à la naissance.
La race a été exportée, notamment en Afrique, en Amérique du Sud et en Europe de l'Est.

## Sources
- Site d'éleveurs de Gertrudis.